# 2017年12月中国大陆

## 12月1日
- 中共中央总书记、中华人民共和国主席习近平在人民大会堂出席中国共产党与世界政党高层对话会开幕式，并发表题为《携手建设更加美好的世界》的主旨讲话[1][2][3]。
- 下午，国务院总理李克强在索契雷迪森会议中心出席上海合作组织成员国政府首脑（总理）理事会第十六次会议[4][5][6][7]。

## 12月2日
- 搭载阿尔法巴智能驾驶公交系统的四辆无人公交在深圳试行[8]。

## 12月3日
- 第四届世界互联网大会在浙江省嘉兴市桐乡市乌镇镇开幕[9]。

## 12月6日
- 深圳地铁11号线一列车被深圳湾体育中心东南角一工地的桩头撞穿，列车运行一度暂停[10]。
- 第十四屆财富全球论坛上午在广州琶洲香格里拉大酒店开幕，来自全球1000多名中外各界代表出席本届论坛[11]。

## 12月8日
- 中國駐美公使李克新週五（美國東岸時間）在華盛頓舉行中共十九大精神宣講會，會上指美國國會通過「國防授權法」涉及美台軍艦互訪，違背中美建交公報精神，明言「美國軍艦抵達高雄之日，便是我解放軍武力統一台灣之時」，一旦美軍艦登台，將啟動《反分裂國家法》武統台灣，且「希望統一令台灣人的生活由『小確幸』變成『大確幸』」。台灣陸委會指該言論「以荒謬、不負責任的方式」恐嚇台灣，向中共當局表達強烈抗議。台灣外交部對陸方多次發表脅迫和威嚇言論傷害兩岸人民感情，無助促進關係。[12]

## 12月10日
- 北京朝阳区崔各庄乡爆发反对清理低端人口游行示威。[13]。

## 12月11日
- 北京市海淀区宣布暂停牌匾清理工作，称该决定基于冬季作业风险和难以迅速设置符合新规的新牌匾而造成群众辩识困难的考虑而作出[14]。
- 最高人民检察院宣布对中共中央政治局原委员孙政才采取强制措施并进行立案调查[15]。

## 12月12日
- 鄂尔多斯市伊金霍洛旗法院裁定，银川一男子踩踏成吉思汗挂像触犯刑法，判处有期徒刑1年[16]。

## 12月13日
- 南京大屠杀死难者国家公祭仪式在南京侵华日军南京大屠杀遇难同胞纪念馆举行，中共中央总书记习近平出席活动，全国政协主席俞正声发表讲话，中宣部部长黄坤明主持[17]。
- 大韩民国总统文在寅抵达北京，展开为期四天的国事访问[18]。
- Google在上海举行的开发者日上宣布在北京成立谷歌AI中国中心，由李飞飞和Google Cloud研发负责人李佳博士共同领导[19]。这表示谷歌睽违七年后正式重返中国大陆。

## 12月15日
- 2022年冬季奥林匹克运动会会徽“冬梦”发布，其灵感源于汉字“冬”，呈现出滑雪运动员的身姿[20]。
- 湖南郴州市永兴县大布江乡中心学校10月下旬以来，数十名学生相继入院治疗被诊断为链球菌感染，家长们怀疑与学校改建的塑胶跑道散發異味有關[21]。

## 12月16日
- 一架從中國香港出發，載着22名中國旅客的商用飞机（從海航外借）飛抵南極，创造中国人首次自组商务科学考察团抵达南极点的新纪录[22]。

## 12月17日
- 由中国商用飞机有限责任公司研制的国产大型客机C919的第二架C919大型客机在上海浦东机场成功起飞，经过两小时的飞行，飞机于12时34分降落在浦东机场，顺利完成首飞任务[23]。

## 12月19日
- 張家口市公安局發出「綫索徵集」通告，公開搜集因實名舉報當地官員而被拘捕的律師武全的「犯罪綫索」[24]。
- 中央外事工作委员会办公室主任杨洁篪会见意大利外长阿尔法诺[25]，同日与法国总统外事顾问埃蒂安举行中法战略对话[26]。

## 12月20日
- 奇虎360旗下的水滴直播被曝全方位在線监控與直播民众日常生活，宣布永久关闭[27]。
- 五联疫苗（防百日咳、白喉、破伤风、脊灰和b型流感嗜血杆菌感染）在北京、广州、南京等地據報存货告急，其中北京已暂停首针注射服务[28]。
- 国家卫生与计划生育委员会表示到11月底，全国95%以上的城市展开家庭医生签约服务工作，相当于超过5亿人拥有家庭医生。然而，网民质疑官方统计方法有误，发布虚假信息，对此卫计委表示数字没问题，服务正陆续跟上[29]。
- 中國重慶籍領隊在泰國被大象踩死，事故起因眾說紛紜，但比較多人講的說法是懷疑有旅客拉扯大象尾巴，激怒大象並追趕旅客，領隊前往營救時被大象鼻子捲起再丟在地上踩死，不過具體事故原因仍在調查中[30][31]。

## 12月21日
- 肯尼亚电信诈骗案公开审理分三批在北京市第二中级人民法院进行，共有44名台湾民众被判刑，最高刑罚为15年有期徒刑[32]。
- 杭州市中级人民法院开庭审理杭州保姆纵火案，被告律师庭上指出杭州警方与检方没有尽职调查案件，仓促开审违反了刑事诉讼法，而案情重大复杂应由省外异地法院处理，律师退庭表示抗议，法院审理中止[33][34]。

## 12月22日
- 中印边界问题特别代表第二十次会晤在新德里举行，中央外事工作委员会办公室主任杨洁篪同印度国家安全顾问多瓦尔进行会谈[35]，并会见了印度总理莫迪[36]。

## 12月24日
- 湖南新化縣槍殺同袍及平民後持槍潛逃的公安國保陳建湘，在下午於新化縣科頭鄉被生擒落網[37]。
- 重慶地標解放碑夜晚被派駐大批警察把守，民眾無法如往年在此迎接平安夜倒數[38]。

## 12月26日
- 长沙市中级人民法院宣布在709事件中被捕的谢阳颠覆国家政权罪、扰乱法庭罪罪名成立，但由于未造成严重的社会危害，且他归案后悔罪、认罪，依法免于刑事处罚。然而，被判同样罪名的吴淦，却因“犯罪行为积极，情节恶劣，社会危害性大，主观恶性深”被判天津市第二中级人民法院判处有期徒刑八年、剥夺政治权利五年。[39]
- 與北京通州一河之隔的廊坊燕郊展開清理違規出租屋的行動，大批警察、消防及城管進入馮家莊村，居民被嚴令搬離。現場消息指，燕郊針對違規出租屋的清退工作將持續展開[40]。

## 12月27日
- 中共中央政治局召開會議決定於明年1月召開十九屆二中全會，會議主要討論修改憲法部分內容，為國家監察委員會的建立定下法理基礎[41]。
- 钱宝网实际控制人张小雷向南京市公安机关投案自首[42]。

## 12月28日
- 中共中央宣传部、中央网信办、工业和信息化部、教育部、公安部、文化部、国家工商总局、国家新闻出版广电总局联合印发《关于严格规范网络游戏市场管理的意见》，部署集中整治网络游戏[43]。

## 12月29日
- 石家庄中级人民法院，对河北省非物质文化遗产“五道古火会”的唯一代表性传承人杨风申，因制造烟花而被控制造爆炸物一案二审宣判，撤销河北赵县人民法院此前作出的刑事判决，判杨风申罪名成立，但免于刑事处罚[44]。